# Przekopnica baetyjska
Przekopnica baetyjska (łac. Triops baeticus) – zagrożony gatunek przekopnicy z rodziny Triopsidae, występujący w Hiszpanii, w regionie rzeki Guadalquivir. Jego nazwa pochodzi od nazwy jednej z prowincji starożytnego Rzymu: Baetici, na której to terenie występuje.
Jej ciało składa się z około 32 segmentów z odnóżami okrytych owalnym karapaksem mierzącym w przybliżeniu 2,2 cm. Z tyłu ciała wychodzi ogon zakończony widełkami.
Przekopnice te zamieszkują okresowo wysychające zbiorniki wodne na południu półwyspu Iberyjskiego. Tak jak wszystkie inne przekopnice, gatunek ten żywi się detrytusem i drobnymi owadami.